# Салмон (приток Санди)
Салмон (англ. Salmon River) — река на севере штата Орегон, США. Приток реки Санди, которая в свою очередь является притоком реки Колумбия. Составляет около 55 км в длину.
Берёт начало на южных склонах горы Маунт-Худ, у подножья ледника Палмер, к востоку от Силкокс-Хат. Высота истока составляет около 1867 м. Салмон изначально течёт в южном направлении, но спустившись до отметки в 1400 м, река поворачивает на юго-запад. Приток Уэст-Форк берёт начало близ гостевого комплекса горнолыжного курорта Тимберлайн и также течёт в южном и юго-западном направлениях, пересекает шоссе № 26 и сразу после этого спадает в Салмон. Всего через милю после впадения Уэст-Форк, в Салмон впадает приток Ист-Форк, который спускается с долины, расположенной к северу от перевала Барлоу. Далее река Салмон течёт строго в южном направлении, а затем, после впадения в неё притока Гост-Крик, вновь поворачивает на юго-запад и запад, через 6 км после чего встречает приток Мад-Крик, который вытекает из озера Триллиум.
Сразу после притока Гоат-Крик река поворачивает на северо-запад. Здесь на реке имеется несколько водопадов. Принимает притоки Коппер-Крик и Бигхорн-Крик. Продолжает течь в северо-западном направлении, вновь пересекает шоссе № 26 и впадает в реку Санди вблизи населённого пункта Брайтвуд.